# Valle 16 de Octubre

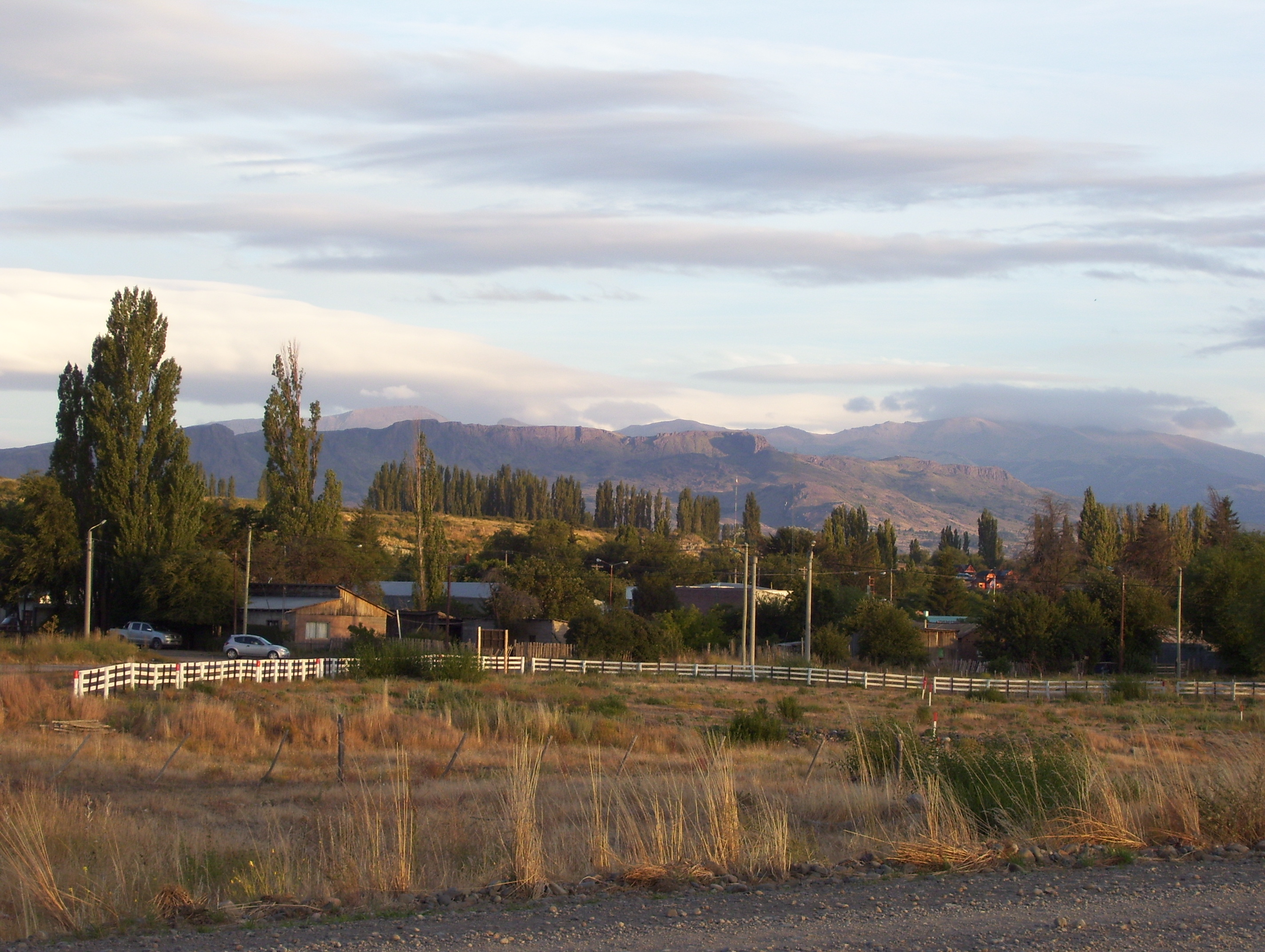
Paisaje de los alrededores de Trevelin

El valle 16 de Octubre o Valle Hermoso (en galés: Bro Hydref o Cwm Hyfryd) fue el nombre dado por los colonos galeses a la zona de Trevelin y sus alrededores, ubicado al noroeste de la provincia del Chubut en Argentina, más precisamente en la Comarca de los Alerces. Es atravesado por los ríos Corintos y Percey, formando parte de la cuenca del río Futaleufú y del río Yelcho. Los principales asentamientos son Trevelin, Aldea Escolar, Lago Rosario y Sierra Colorada. Además, desde los puntos de vista histórico y económico, se vincula con la ciudad de Esquel, ubicada unos 20 km al norte.

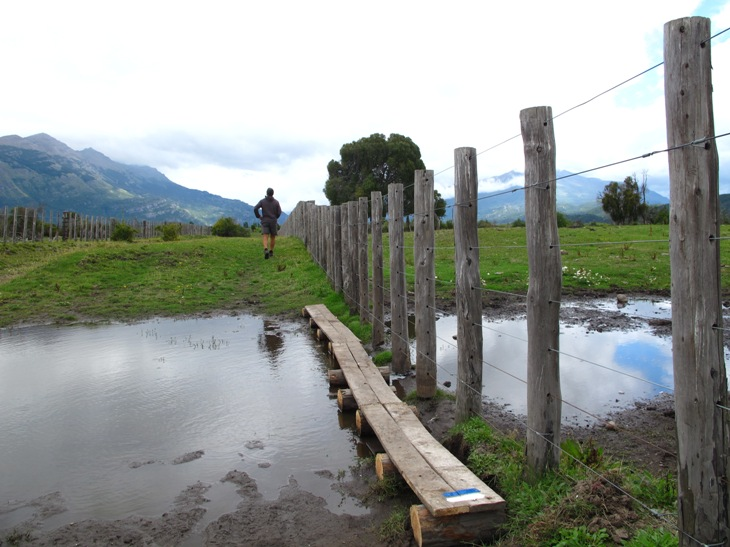
Otra vista del área.

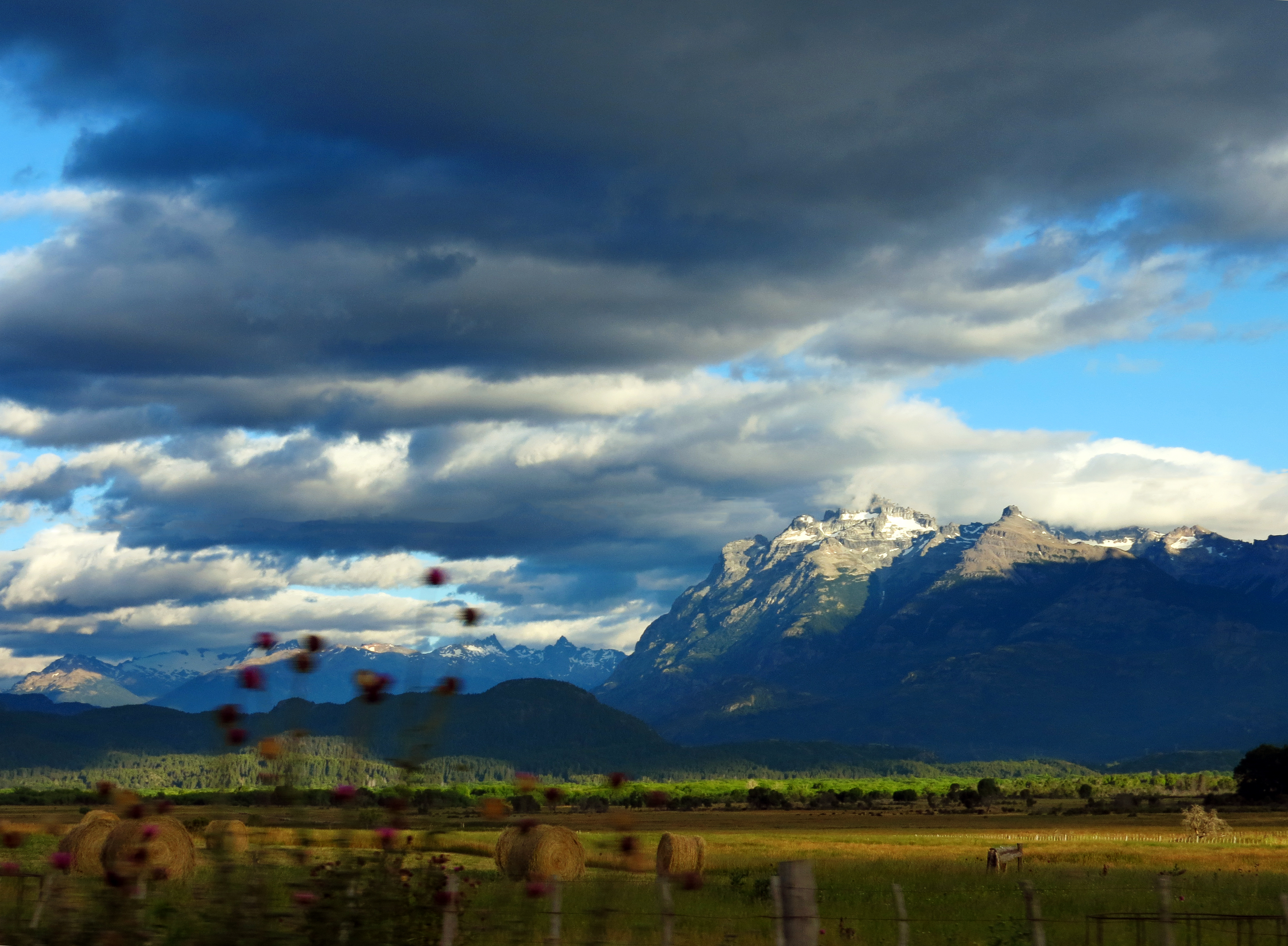
Vista desde la ruta que une Esquel con Futaleufú.

El valle se encuentra rodeado por bosques de fagáceas y coníferas y por pastizales en torno a elevaciones como el cerro Situación (2.307 msnm) y el cerro Nahuel Pan (2.153 msnm) y salpicado de lagos. Su clima frío y húmedo no ha impedido el desarrollo de la agricultura (de cereales y alfalfa) y de la ganadería ovina. Las principales industrias del área son las madereras, harineras y lácteas y se ubican en Trevelin.

## Historia
Fue nombrado en 1884 por el gobernador Luis Jorge Fontana. El motivo del viaje fue ir hacia los Andes en busca de nuevas tierras fértiles, ya que todas las tierras aptas en el valle del Chubut ya se estaban cultivando. Fontana decidió ir con un grupo de galeses, y en 1885 encabezó una agencia de viajes denominada Rifleros del Chubut, que incluía muchos galeses de la Patagonia, entre ellos John Daniel Evans, para explorar el Chubut superior hacia los Andes. En este viaje, se descubre la existencia de un área fértil y dispuesta para la población y se lo nombra Valle hermoso. El área fue establecida oficialmente el 16 de octubre de 1888, y esto le dio el nombre en español. 
El primer poblador de este lugar es Martin Underwood, llegado con su familia en 1891. En 1902 alojó a las comitivas chilenas, argentinas y al propio árbitro inglés (Holdich) para llevar a cabo el histórico plebiscito. Al recibirlos, Underwood había hecho engalanar todos los rincones con la enseña patria Argentina, como pre anunciando la preferencia de la colonia. Además, fue el primer comisario y juez de paz del establecimiento.
Una vez creada la colonia, se procede a la asignación de una legua cuadrada de tierra para cada expedicionario de los Rifleros del Chubut, y el resto para las familias que aportaron el financiamiento de la expedición. El arribo de los colonos que se instalarán en el valle se produce en el año 1889. Así se da comienzo con las primeras viviendas donde pasan la estación fría; como también se da continuidad, aquí, con los trabajo de mensura a cargo de Llwyd ap Iwan, que un año antes habían quedado inconclusos. El primer asentamiento se denominó Villa Repentina y se ubicó frente a la escuela de río Corintos, oficializada en 1895. Actualmente algunos de los primeros colonos descansan en un cementerio llamado «de los pioneros».
En cuanto a los aspectos productivos en la colonia, predominó la cría de ganado y las alternancias con prácticas de cultivos para la subsistencia de las familias, además algunos colonos practicaron la siembra de trigo, instalándose para ello rudimentarios molinos que permitían el abastecimiento de harinas en la colonia.
En octubre de 1891, John Daniel Evans y su familia emigraron al valle y alrededor de 1918 inauguró el primer molino (el molino Andes y Cía) para moler trigo. El molino fue el que dio el nombre a la localidad de Trevelin (en galés: pueblo del molino; tre = pueblo, velin = molino).
Desde 1997 en el valle se cultivan tulipanes. Muchos de ellos son exportados a los Países Bajos.

### Plebiscito de 1902

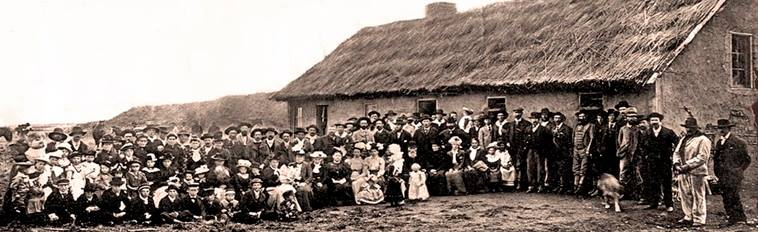
Única fotografía que se conserva del plebiscito.

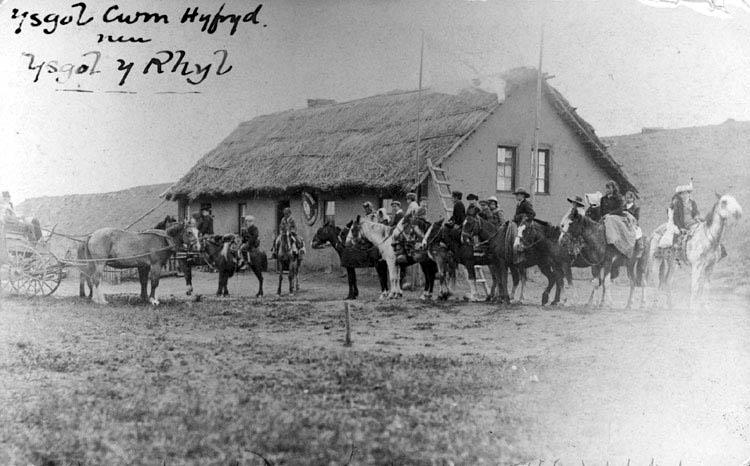
Edificio original de la escuela nacional 18 luciendo el escudo nacional de chapa y la bandera de Argentina.

Cuando levantó la disputa entre Argentina y Chile, debido a que ambos países reclaman la soberanía sobre la zona, invitó al Reino Unido a arbitraje. El hombre designado para hacer el trabajo era sir Thomas Holdich, que decidió llevar a cabo una votación para resolver la cuestión el 30 de abril de 1902. Pese a que Chile ofrecía la tierra a el doble para ellos, la gran mayoría de los colonos optaron por permanecer bajo la bandera de la Argentina, sobre todo porque no querían establecer un límite entre ellos y sus familias en Chubut. Más tarde se fundó la ciudad de Esquel, que fue originalmente la última parada durante la noche antes de llegar al valle.

## Galería

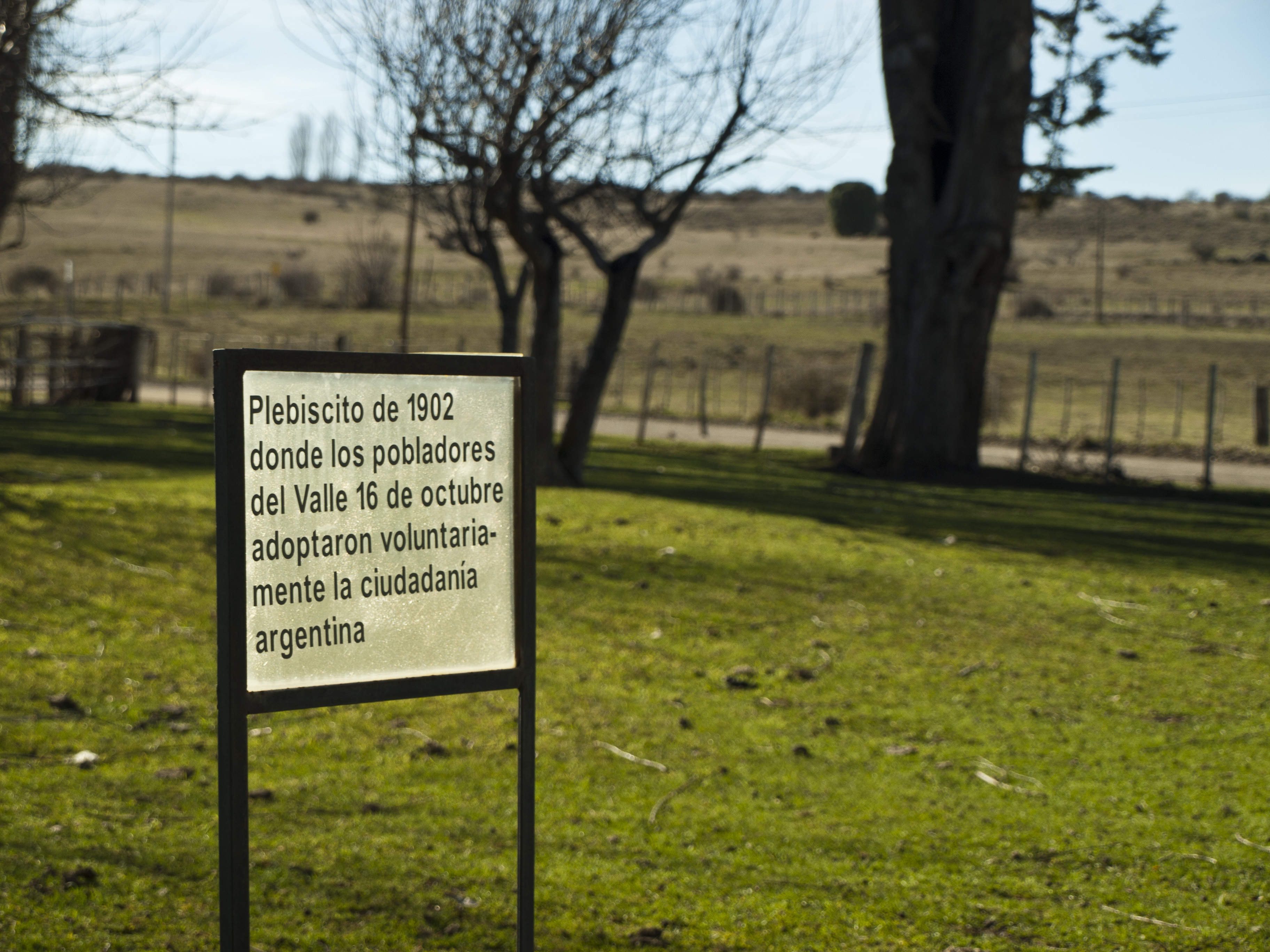
Cartel con reseña del plebiscito.
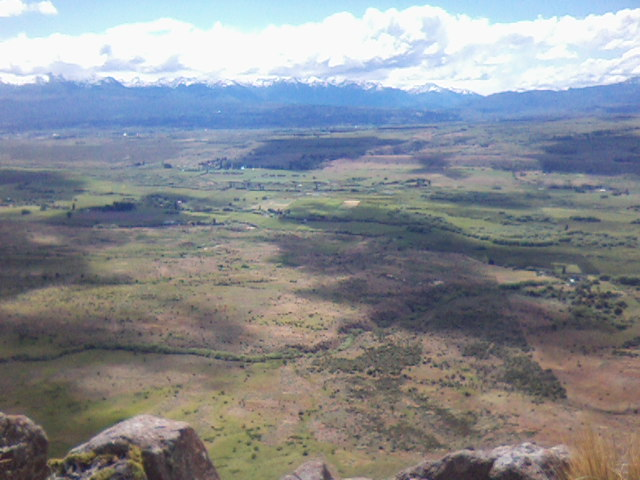
Vista del valle desde una montaña.
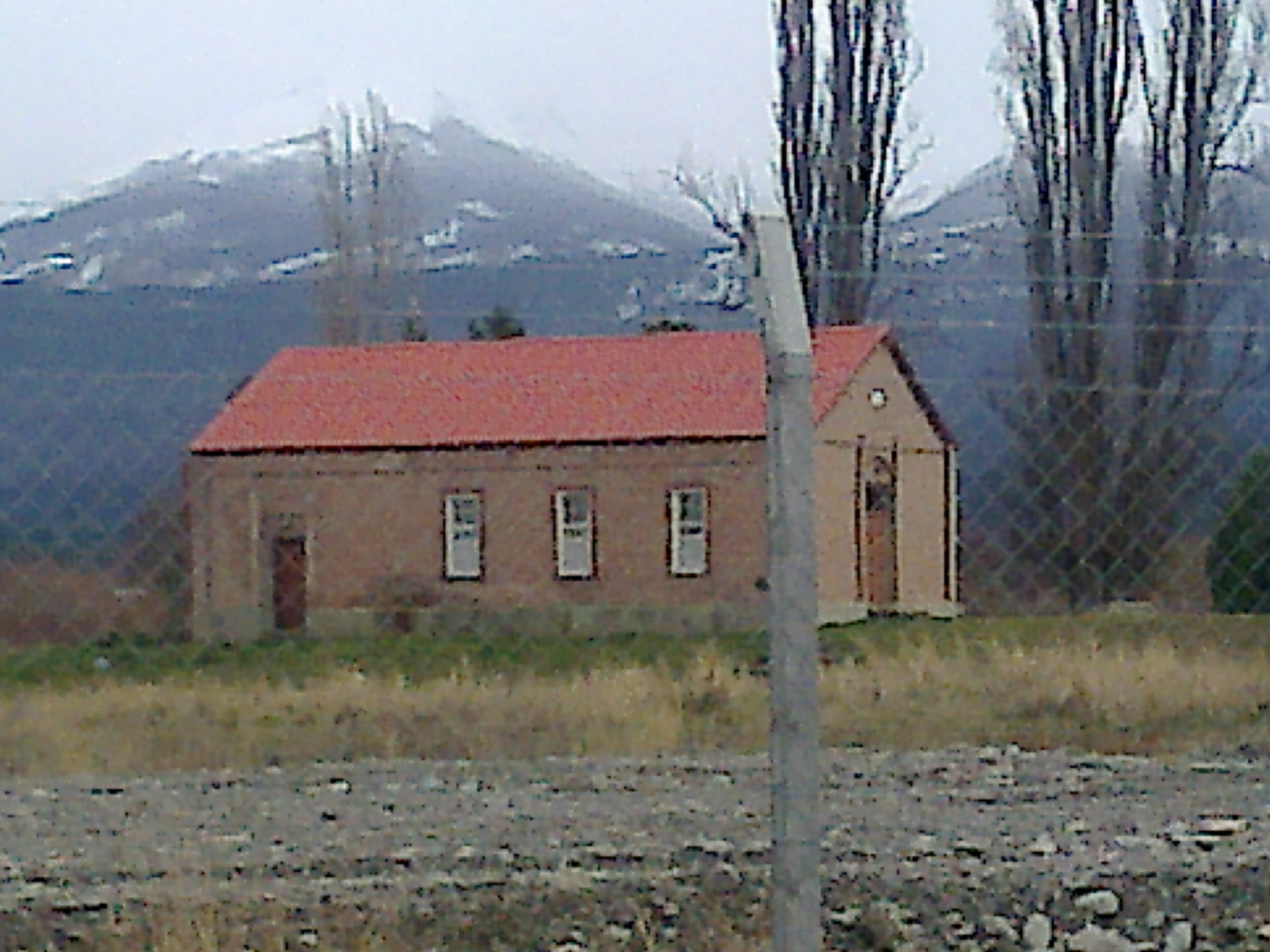
Capilla galesa Bethel.
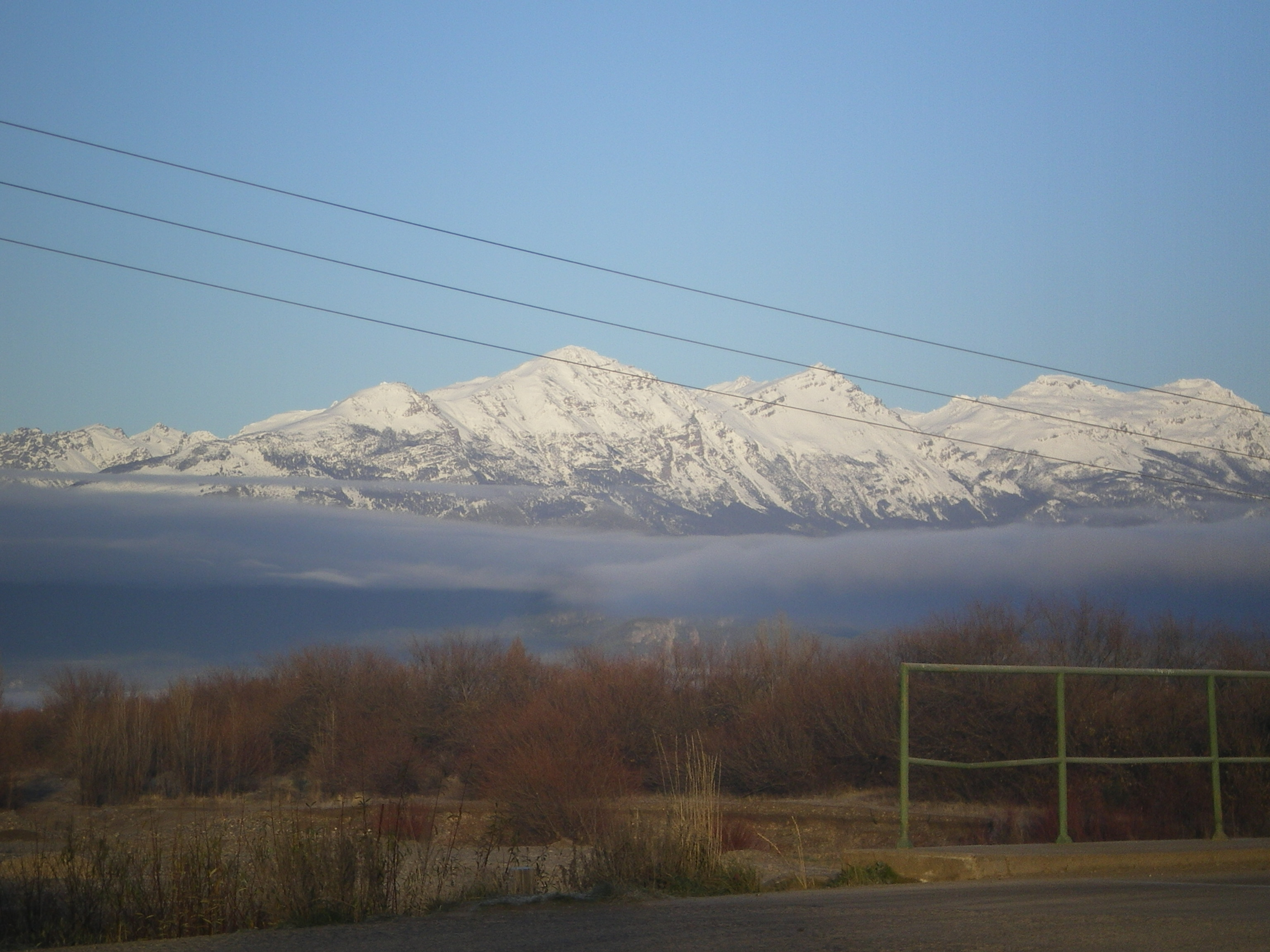
Valle y montañas.